# Murder Without Motive: The Edmund Perry Story
Murder Without Motive: The Edmund Perry Story (conocida en España como Entre dos mundos) es una película de crimen y drama de 1992, dirigida por Kevin Hooks, escrita por Richard Wesley y protagonizada por Curtis McClarin, Anna Maria Horsford y Carla Gugino, entre otros. El filme fue realizado por Criss Cross Productions y Leonard Hill Films, se estrenó el 6 de enero de 1992.

## Sinopsis
A Edmund Perry le espera un muy buen porvenir al finalizar sus estudios en la Academia Phillips Exeter, y obtener una beca para la facultad. Sin embargo, en un desdichado momento se topa con un oficial de policía que termina con su vida.